# U 33 (U-Boot, 1936)
U 33 war ein deutsches U-Boot vom Typ VII A, das im Zweiten Weltkrieg von der Kriegsmarine eingesetzt wurde. Es verlegte vor der britischen Küste Seeminen und versenkte auf seinen drei Feindfahrten zehn Schiffe 19.261 BRT, wobei 61 Menschen starben. Bei seiner Versenkung am 12. Februar 1940 im Firth of Clyde starben 25 Mann seiner Besatzung, während 17 überlebten und in britische Kriegsgefangenschaft gerieten.

## Geschichte
Der Auftrag für das Boot wurde am 25. März 1935 an die Germaniawerft in Kiel vergeben. Die Kiellegung erfolgte am 1. September 1935, der Stapellauf am 11. Juni 1936, die Indienststellung unter Kapitänleutnant Otto-Heinrich Junker am 25. Juli 1936. Während des Einsatzes in den Gewässern um die iberische Halbinsel zur Zeit des Spanischen Bürgerkrieges hatte Kapitänleutnant Kurt Freiwald das Kommando.
Das Boot gehörte von seiner Indienststellung bis zum 31. Dezember 1939 als Einsatz- bzw. Frontboot zur U-Flottille „Saltzwedel“ in Wilhelmshaven.
U 33 hatte vier Einsätze während des spanischen Bürgerkriegs vor Spanien und Portugal:
- Vom Februar 1937 bis Mai 1937 zu Seeüberwachung im Mittelmeer vor Alicante.
- Von Dezember 1937 bis Februar 1938 im spanischen und portugiesischen Gewässern (Stützpunkt: El Ferrol und Lissabon).
- Von Juli 1938 bis August 1938 vor der Küste Spaniens in der Biscaya zu Tauch- und Geleitübungen.
- Von September 1938 bis Oktober 1939 in spanischen und portugiesischen Gewässern.

Bei der Neugliederung der U-Flottillen blieb U 33 am 1. Januar 1940 als Frontboot bei der in 2. U-Flottille umbenannten Flottille „Saltzwedel“ in Wilhelmshaven. U 33 unternahm während des Zweiten Weltkrieges drei Feindfahrten, auf denen es zehn Schiffe mit einer Gesamttonnage von 19.261 BRT versenkte. Ein Schiff (3.670 BRT) wurde als Totalverlust eingestuft.

## Einsatzstatistik

### Erste Feindfahrt
Das Boot lief am 19. August 1939 um 9.00 Uhr von Wilhelmshaven aus und am 28. September 1939 um 9.00 Uhr wieder dort ein. Auf dieser 40 Tage dauernden Unternehmung im Nordatlantik, südwestlich von Irland und der Biscaya wurden drei Schiffe mit 5.905 BRT versenkt.
- 7. September 1939: Versenkung des britischen Dampfers Olivegrove (4.060 BRT) (Lage) durch einen Torpedo. Er hatte 4.500 t Zucker geladen und befand sich auf dem Weg von Puerto Padre (Kuba) nach London. Es gab keine Toten, 33 Überlebende.
- 16. September 1939: Versenkung des britischen Dampfers Arkleside (1.567 BRT) (Lage) durch einen Torpedo. Er hatte 5.105 t Kohle geladen und befand sich auf dem Weg von Blyth nach Bergen. Es gab keine Toten, 26 Überlebende.
- 24. September 1939: Versenkung des britischen Fischdampfers Caldew (287 BRT) (Lage) durch Artillerie. Er kam von Fleetwood und befand sich auf dem Weg zum Fischfang. Es gab keine Toten, elf Überlebende.

### Zweite Feindfahrt

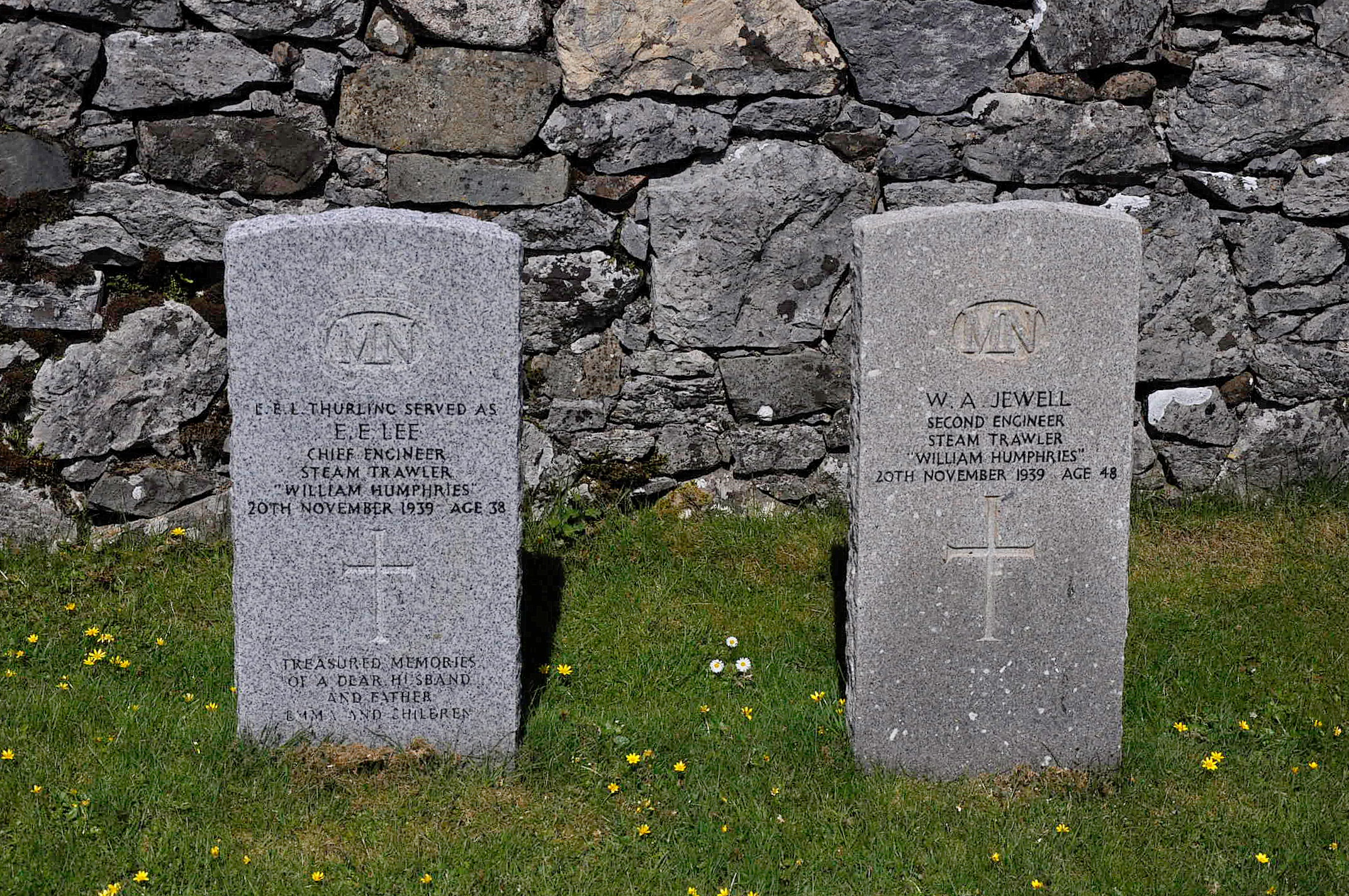
Grab von zwei Seemänner vom „William Humphries“ auf Skye

Das Boot lief am 29. Oktober 1939 um 14.00 Uhr von Wilhelmshaven aus und am 26. November 1939 wieder dort ein. Auf dieser 28 Tage dauernden Unternehmung im Nordatlantik wurden zwölf Minen in der Swansea-Bay gelegt und acht Schiffe mit 16.971 BRT versenkt.
- 20. November 1939: Versenkung des britischen Fischdampfers Thomas Hankins (276 BRT) durch Artillerie. Er kam von Fleetwood und befand sich auf dem Weg zum Fischfang. Es gab keine Toten.
- 20. November 1939: Versenkung des britischen Fischdampfers Delphine (250 BRT) durch Artillerie. Er kam von Fleetwood und befand sich auf dem Weg zum Fischfang. Es gab keine Toten.
- 20. November 1939: Versenkung des britischen Fischdampfers Sea Sweeper (329 BRT) durch Artillerie. Er kam von Fleetwood und befand sich auf dem Weg zum Fischfang. Es gab keine Toten.
- 21. November 1939: Versenkung des britischen Fischdampfers Sulby (287 BRT) durch Artillerie. Er kam von Fleetwood und war auf dem Weg zum Fischfang. Es gab fünf Tote.
- 21. November 1939: Versenkung des britischen Fischdampfers William Humphries (276 BRT) durch Artillerie. Er kam von Fleetwood und befand sich auf dem Weg zum Fischfang. Es war ein Totalverlust mit 15 Toten.
- 23. November 1939: Fatale Beschädigung des von den Briten aufgebrachten deutschen Dampfers Borkum (3.670 BRT) durch Torpedo und Artillerie. Das Schiff war am 18. November 1939 von der Royal Navy aufgebracht worden und befand sich als Prisenschiff auf dem Weg nach Kirkwall. Das Wrack trieb am 25. September 1939 an und wurde am 18. August 1940 zum Abwracken nach Rosyth geschleppt.
- 25. Dezember 1939: Versenkung des britischen Dampfers Stanholme (2.473 BRT) (Lage) durch einen Minentreffer. Er hatte 4.500 t Kohle geladen und befand sich auf dem Weg von Cardiff nach London. Es gab zwölf Tote und zwölf Überlebende.
- 16. Januar 1940: Versenkung des britischen Tankers Inverdargle (9.456 BRT) (Lage) durch einen Minentreffer. Er hatte 12.554 t Flugbenzin geladen und befand sich auf dem Weg von Trinidad über Halifax nach Avonmouth. Es war ein Totalverlust mit 49 Toten.

Während dieser Feindfahrt kam es zu einem Zwischenfall, bei dem der erste Wachoffizier Hans Heidtmann den Befehl des Kommandanten Hans-Wilhelm von Dresky, das Feuer auf ein britisches Schiff einstellen zu lassen, erst befolgte, als dieser ihn mit einer Pistole bedrohte.

### Dritte Feindfahrt
Das Boot lief am 5. Februar 1940 um 8.00 Uhr von Wilhelmshaven zu einer Minenlegeunternehmung in der Clyde-Mündung aus und wurde am 12. Februar 1940 im Firth of Clyde versenkt. Auf dieser acht Tage dauernden Fahrt wurden keine Schiffe versenkt.

## Versenkung
Am 12. Februar 1940 wurde U 33 während des Minenlegens im Firth of Clyde, Schottland, durch Wasserbomben des britischen Minenräumbootes HMS Gleaner auf der Position 55° 25′ N, 5° 7′ W im Marine-Planquadrat AM 6516 schwer beschädigt und anschließend selbstversenkt. Der Kommandant Hans-Wilhelm von Dresky ließ die Rotoren der Enigma unter den Offizieren verteilen, die sie weit weg vom Wrack des U-Bootes versenken sollten, da das Wasser so flach war, dass die Briten zum Wrack tauchen konnten.
25 Besatzungsmitglieder, unter ihnen der Kommandant von Dresky, fanden nach offiziellen Angaben bei der Versenkung den Tod, 17 Mann (darunter 4 Offiziere) konnten gerettet werden und kamen in britische Kriegsgefangenschaft. Es gibt allerdings abweichende Zählungen mit bis zu 27 Toten, bis zu 19 Überlebenden und bis zu 45 Mann der Besatzung insgesamt. Nach Berichten Überlebender hatten alle Besatzungsmitglieder das Boot beim Sinken verlassen, doch befand sich nach einem Bericht des jüngsten Besatzungsmitglieds, Max Schiller, Kommandant von Dresky als einziger an Bord des Bootes, als es sank, da er dorthin zurückgekehrt war, und ging mit ihm unter. Der mit der Selbstversenkung beauftragte leitende Ingenieur Friedrich-Ernst Schilling wurde durch die von ihm gezündeten Sprengladungen verletzt, überlebte aber. Rettungsmaßnahmen waren durch die stürmische See erheblich erschwert, so dass die meisten Besatzungsmitglieder trotz ihrer Schwimmwesten in dem eisigen Wasser erfroren oder ertranken. Rettungsboote der Gleaner nahmen einen Offizier und acht Mannschaftsdienstgrade auf. Der Fisch-Trawler Floradora nahm einen Offizier an Bord, der Fisch-Trawler Bohemian Girl zwei Offiziere und acht Mannschaftsdienstgrade, von denen aber zwei an Unterkühlung an Bord starben. Die beiden Trawler überstellten die Überlebenden an die Gleaner, die sie nach Greenock brachte. Der Zerstörer HMS Kingston konnte nur zwei Mann lebend aus dem Wasser holen, während er darüber hinaus 20 Leichen barg, und fuhr ebenfalls Greenock an. Vier Tote (Dresky, Braun, Johne und Winterhoff) wurden nicht geborgen. Die Gefangenen wurden von Glasgow zum Verhör nach London und dann in Gefangenenlager gebracht. Die 21 an Land gebrachten Toten wurden in Greenock beigesetzt, später aber auf die Deutsche Kriegsgräberstätte Cannock Chase überführt.
Den Briten gelang es, drei „Enigma“-Rotoren zu erbeuten, darunter die Walzen VI und VII – beide von großer Bedeutung für die Kryptoanalytiker in Bletchley Park, da es sich um zwei von drei speziellen Walzen handelte, die von den polnischen Kryptologen nicht rekonstruiert worden waren. Die Walzen sollen sich nach einem offiziellen Bericht der Royal Navy in der Kleidung des gefangen genommenen Obermaschinenmaats Friedrich Kumpf befunden haben. Der leitende Ingenieur Friedrich-Ernst Schilling gab jedoch Jahre später an, dass auch er Teile der Enigma in seinen Taschen hatte und es ihm gelang, diese aus dem britischen Rettungsboot heraus ins Meer zu werfen, ohne dass die Briten es sahen.
U 33 hatte bis zu seinem Untergang keine Menschenverluste zu beklagen.

## Rezeption
2011 brachte Nigel Graddon sein Buch The Mystery of U-33: Hitler's Secret Envoy heraus, das er Max Schiller, dem jüngsten, bei der Versenkung erst 18-jährigen Überlebenden der Besatzung von U 33 widmet. Neben anderen Berichten Überlebender stützt er sich bei seinen Schilderungen stark auf die Aussagen Schillers, der sich während der Gefangenschaft in eine Schottin verliebte, nach dem Krieg bei ihr in Schottland blieb und mit ihr bei Annan (Dumfries and Galloway) eine Familie gründete. Das Buch ist bisher nur auf Englisch erschienen.